# Koper(II)chloride
Koper(II)chloride is koperzout van waterstofchloride, met als brutoformule CuCl2. Het komt in de natuur voor als het mineraal eriochalciet. Het is een geel-bruine vaste stof die langzaam water absorbeert uit de lucht en daarbij een blauw-groen dihydraat vormt. Het is een ionaire verbinding en is derhalve zeer goed oplosbaar in water. In methanol bedraagt de oplosbaarheid bij 15°C 680 g/L en in ethanol 530 g/L (eveneens bij 15°C). Koper(II)chloride is een lewiszuur. Bij een temperatuur van 1000°C ontleedt de verbinding in koper(I)chloride (CuCl) en chloorgas (Cl2).

## Synthese
Hoewel de standaardredoxpotentiaal van koper aangeeft dat de synthese van koper(II)chloride uit metallisch koper en waterstofchloride niet mogelijk is, wijst de praktijk anders uit. Op laboratoriumschaal is vooral warm geconcentreerd zoutzuur, naast salpeterzuur, in staat koper op te lossen. Twee aspecten spelen daarbij een rol:
- Hoewel de standaardredoxpotentiaal van 2 H+ naar H2 bij 0,000 V ligt, is de effectieve redoxpotentiaal veel hoger dan de tabelwaarde. De reden hiervoor wordt gevonden in de zeer lage partiële druk van waterstofgas (de reductor). Voor een deel is dit toe te schrijven aan de hogere temperatuur waardoor minder waterstofgas opgelost blijft. Daarnaast ontwijkt waterstof als gas uit de oplossing, en omdat de reactie in de zuurkast onder continue afzuiging wordt uitgevoerd, vindt boven de oplossing ook geen ophoping van waterstofgas plaats.
- In geconcentreerd zoutzuur is de concentratie aan chloride-ionen hoog genoeg om het gevormde Cu2+ via complexvorming vrijwel volledig om te zetten naar het tetrachlorocupraat CuCl42−, waardoor de concentratie van de oxidator van het koperkoppel zoveel lager wordt dat de effectieve redoxpotentiaal een stuk lager ligt dan de standaardwaarde.

De redoxwaarde voor waterstof en de die voor koper kruisen elkaar, zodat een gedrag waargenomen wordt dat in strijd is met de vuistregel, maar overeenstemt met de actuele situatie. Meestal wordt echter uitgegaan van koper(II)oxide:
{\displaystyle {\ce {CuO + 2HCl -> CuCl2 + H2O}}}
Op industriële schaal wordt koper(II)chloride bereid door reactie van koper met chloorgas:
{\displaystyle {\ce {Cu + Cl2 -> CuCl2}}}

## Kristalstructuur
Watervrij koper(II)chloride kristalliseert uit in een monokliene structuur en behoort tot ruimtegroep C2/m. De structuur is vergelijkbaar met die van cadmium(II)jodide, maar wijkt geometrisch gezien af, ten gevolge van een sterk Jahn-Teller-effect. Dit is een gevolg van het feit dat tweewaardig koper 9 d-elektronen bezit.
Het drihydraat bezit een orthorombische kristalstructuur en behoort tot ruimtegroep Pbmn.

## Toepassingen
Koper(II)chloride wordt aangewend als katalysator bij een aantal organische reacties, zoals bij de synthese van het kleurstof anilinezwart en bij de oxychlorering. Daarnaast wordt het gebruikt in de pyrotechniek om vuurwerk te kleuren.